# Eaglesfield
Eaglesfield – przysiółek w Anglii, w Kumbrii, w dystrykcie (unitary authority) Cumberland, w civil parish Dean. Leży 41,4 km od miasta Carlisle i 412,8 km od Londynu. W 1931 roku civil parish liczyła 233 mieszkańców.